# Эткали
«Эткали» (чеч. Иэт-Кхелли, «Поселение Иэ-та») — средневековый замковый комплекс в Чеченской Республике, состоящий из башен и мечети. Расположен на юго-востоке села Тазбичи. Здесь на склоне горы высятся остатки башен и мечети, являющиеся памятниками зодчества Чеченской Республики. Эти башни были визуально связаны с башнями Дёре, Хаскали и Хелды.

## Описание
Памятник архитектуры Эткали изучался В. И. Марковиным в 1960 году, обмеры производил Э. П. Химин.
Сторожевая башня в Эткали выглядит как квадратное в плане здание, стены не очень правильно направлены по сторонам света. Сохранившаяся часть строения имеет высоту 8 метров. Западная стена оснащена двумя дверными входами. Оба входа украшены закруглёнными арками, вырубленными в камнях-монолитах (арка нижнего проёма составлена из двух сдвинутых плит). С внутренней стороны оба входа раздаются и в стороны и ввысь, образуя стрельчатые ниши, сооружённые напуском камней. Эта постройка по своему строению похожа на боевую башню (воу), но вместе с тем местоположением дверных входов она похожа на жилые башенные строения «гала» (гӀала).
Боевая башня построена в лесу, рядом с Эткали. Она в плане квадратная, кверху конусообразная до ширины 3,5 м. Вход сделан с западной стороны. Вход с округлой аркой ведёт на следующий этаж. Арка его уложена из клиновидных камней с простым «замком». На 6,5 м выше входа есть окно с округлой аркой, созданной напуском камней. Южная стена оснащена двумя бойницами и окном с ложнострельчатой аркой. На восточной стене пять бойниц образуют три ряда (две, две и одна), наиболее верхняя из них самая крупная. На этой стене встречаются петроглифы: «рука мастера»; соединение спирали, нарисованного всадника с рукою, пальцы всадника направлены вниз две людские фигуры, малопонятный узор всадника и солярный знак. Входной проем северной стены, ведущий на третий этаж, венчается округлой аркой. Повыше есть окно с полуциркульной аркой, сделанной в двух монолитах. С внутренней стороны оконные и входные проёмы раздаются в виде ложнострельчатых ниш. Башня, возможно, обладала пирамидальной ступенчатой кровлей. К ней прилегает стена, на ней изображен петроглиф — кисть руки в округленной «оградке». Мечеть в Эткали — строение по форме прямоугольное, и строго направлено с севера на юг.
Крыша мечети была двускатная, стены остались на высоту до 4 и 6 метров. Плохо изогнутые перемычки ниш, смастеренные острыми блоками с замковым камнем, указывают о сравнительно ранней дате строения нынешнего вида, трудно установить датировку, в то же время вблизи дверей есть камень в стене с арабской вязью. На нем указана дата — 1333 года хиджры, по современному григорианскому календарю равняется 1914—1915 годов. В построенной мечети он вставлен, вероятно, с погребальными целями. Мечеть эта ничем не была бы заметна, если бы не её минарет. Он устроен почти к центру фасада и имеет форму типичной чеченской башни. Кверху он сжиматься до 2 метров, венчаясь балками в девять уступов, макушка которого завершена округлым камнем (цӀурку). Пространная южная сторона минарета имеет маленькое окно или дверь прямоугольной формы. На самом верху минарета под карнизом крыши сооружен большой проем с ложно стрельчатой аркой, уложенной напуском камней. Типично похожие проемы в боевых башнях выходят на балкончик — машикуль. Под ним в стену вделан камень с арабской вязью и датировкой — 1352 года хиджры, по современному григорианскому 1933—1934 годов. Камень очевидно позже был вставлен, он плохо вяжется с кладкой и общей утонченностью башенной формы минарета. На этой стене выбит петроглиф — солярный знак и «рука мастера», обращенная пальцами вниз. Под карнизом минарета, у самого верха с восточной и западной узких сторон, есть ещё два маленьких. Здание мечети, как уже сообщалось, не оригинально. Точно уложенные из хорошо обтесанных и подогнанных камней песчанистого известняка. Минарета в Эткали, можно полагать, что его мастера отталкивались из самого идеального, виденного ими, — из соотношений и форм боевых башен. Напоминает маленькую башню вайнахского типа в Ананури (ущелье реки Арагви, Шида-Картли, Грузия. Минарет в Эткали показывает архитектурную связь с формой боевых башен.
Памятник средневекового зодчества Эткали был отреставрирован по постановлению Правительства Чеченской республики в 2012 году.